# Pécsi Kulturális Központ
A Pécsi Kulturális Központ Pécs Megyei Jogú Város Önkormányzatnak közművelődési intézménye, mely több pécsi fesztivál szervezője. A kulturális központ rendezvényszervezéssel, konferenciarendezéssel, sajtótájékoztatók megszervezésével és lebonyolításával foglalkozik.

## Művészeti csoportok
- Mecsek Táncegyüttes
- Mecsek Kórus
- Ércbányász Fúvószenekar
- Big Band

## Fesztiválok
- Pécsi Tavaszi Fesztivál
- Pécsi Folknapok
- Sétatér Fesztivál
- Örökség Fesztivál-Pécsi Napok
- Európai Bordalfesztivál
- Balkán Világzenei Fesztivál
- Jazz Híd

## Külső hivatkozások
- Hivatalos weboldal